# 红军堤
30°23′47″N 112°49′07″E / 30.39635°N 112.81855°E
红军堤，是位于中华人民共和国湖北省潜江市田关河的一处水堤，为湖北省文物保护单位。

## 沿革
清朝同治八年（1869年），汉江在龙头拐（今泽口街道）溃堤冲出河道，于田关附近分成东西两条支流东荆河和西荆河。由于此地面对400万亩农田，被称为“田关”。1931年，贺龙率红三军进驻潜江熊口镇，恰逢东、西荆河溃口，贺龙亲率红军将士与当地群众修建红军堤。中华人民共和国成立后，当地兴起根治荆北水系的热潮，并在田光堤基上，修建红军闸。1959年冬兴建，1960年5月竣工后，当地民众致电贺龙元帅报喜，贺龙提议将此闸命名为“红军闸”，当地人还在闸旁修建红军堤纪念碑。文化大革命时期，由于贺龙被打倒，红卫兵砸毁纪念碑。文革结束后重建纪念碑。

## 文物保护
2008年3月27日，被湖北省人民政府列入第五批湖北省文物保护单位。
其保护范围为：红军堤及周围一定范围。北面起贺龙题字纪念碑沿堤南至1500米处，以堤上路面为中心，东、西面各沿至堤脚30米。
其建设控制地带为：以保护范围为界向外延伸。北面起大堤与公路交叉口，沿堤南至2500米处，以堤上路面为中心，东、西面各沿至堤脚100米处。

## 相关
- 田关电排站
- 红军闸